# 1438 en arts plastiques
| Années des arts plastiques : 1435 - 1436 - 1437 - 1438 - 1439 - 1440 - 1441    |
| Décennies des arts plastiques : 1400 - 1410 - 1420 - 1430 - 1440 - 1450 - 1460 |

Cette page concerne l'année 1438 en arts plastiques.

## Œuvres
- Couronnement de la Vierge (it) et Noli me tangere de Fra Angelico.